# 香港機場核心計劃
香港機場核心計劃（英語：Hong Kong Airport Core Programme）是香港一份規模龐大的基礎建設發展計劃，該計劃以在大嶼山赤鱲角興建的新香港國際機場為核心，包括十項核心工程，此項大型基建計劃不但可鞏固香港作為國際航空樞紐的地位，更是要在六四事件發生後穩定香港市民及國際投資者對香港未來的信心。香港機場核心計劃又稱新機場計劃，在坊間常稱為玫瑰園計劃，該綜合基建計劃於1989年10月11日由香港總督衛奕信在立法局宣讀《施政報告》時以《港口及機場發展策略》為名正式公布，其成果奠定了香港在21世紀初的面貌。

## 籌劃背景及早期研究
1925年落成的啟德機場，因為受地理環境影響，大幅限制九龍一帶的社區發展，缺乏拓展空間，而且飛機升降難度頗高，在二次大戰中受到破壞的啟德機場在1945年香港重光後得到整修，港英政府在1946年成立民航處，以管理國際航班，並展開尋找新機場選址的計劃，初步選定新界屏山及香港島赤柱作進一步研究，但後來兩個選址分別因政治及成本問題，皆被否決。
1948年，亞拔高比爵士年發表香港《初步規劃報告》，指出「啟德機場被公認為一個殊不理想的地點」，但當時他未有機場其他的選址。
1949年4月，時任英國政務次官建議在后海灣興建新機場，但因為國共內戰蔓延到華南地區，而當時剛取得中國政權的中共與西方國家及港府關係欠佳，後來還發生國泰航空空中霸王遭擊落事故，考慮到如在后海灣建機場，飛機的升降都要飛越中共領空，難以保障飛行安全，后海灣方案最後不了了之。
1970年代，由於香港空運持續增長，大型的波音747客機成為民航的主流，港英政府再度就新香港國際機場選址及規劃作出研究。
1973年，時任民航處處長曾委聘顧問公司就香港運輸系統進行一個詳細研究報告，擬定13個可建機場選址，考慮跑道數目、航空交通管制、工程難度及費用等因素後，篩選出6個較可行地點：
- 屯門稔灣：跟中國大陸當時打算興建的福永機場有空域重疊；機場接近民居會造成噪音污染；興建過程更會加劇后海灣的污水問題。
- 元朗新田：同樣接近后海灣的新田會面對稔灣的問題；並會與深圳蛇口進行的港口發展的大型船隻有衝突；而且位置非常接近米埔自然保護區；但是，機場可與深圳共用，並可向中方示好，情況類似法國鄰近與瑞士及德國邊界、並設有瑞方口岸區的巴塞尔-米卢斯-弗赖堡欧洲机场。
- 西貢赤門海峽：地理上鄰近高地和沙田、大埔兩個新市鎮、航道會經過大亞灣核電站；技術上需要新增高流量運輸系統，而為免水浸所需的大規模填海會犧牲了郊野和康樂用地，唯一好處是造價較便宜。
- 長洲或南丫島：兩個離島的堆積土未必能夠負荷機場發展，就算能處理亦會造成環境問題；建設跑道所需的填海工程會限制港口發展及海運航道；必須架設全新的交通基建，但周邊環境未來發展機會不大。
- 大嶼山赤蠟角：符合24小時運作的標準；工程可行性和對環境的影響都在可控制的範圍內，而且不明朗因素比其他選址少；有能力接駁運輸系統，並且配合大嶼山的其他發展。

1978年，政府以赤鱲角作為最終選址，並委聘了顧問公司研究連接市區的陸路交通網絡，有關的設計、報告書以及招標亦已經準備妥當。豈料1982年，戴卓爾夫人訪華後，政府以經濟過熱為理由，擱置整個計劃。
1980年代，啟德機場的容量已經飽和，同時面對其接近民居、無法24小時運作、飛航安全及擴建困難等問題，搬遷已經刻不容緩，政府於1987年重新研究新機場計劃。1989年，六四事件引起香港人對香港回歸的信心危機。時任香港總督衞奕信爵士隨即於同年10月11日在立法局宣讀的《施政報告》中，制訂了《港口及機場發展策略》，宣佈興建新機場及相關配套設施，即後來的香港機場核心計劃，以穩定香港市民的信心。

## 新機場諒解備忘錄
由於新香港國際機場的造價昂貴，而且工程所需的借貸無可避免跨越1997年主權移交。中方曾經多次批評計劃對日後的香港特區政府造成財政負擔，中英兩國其後透過中英聯合聯絡小組就新機場的財務安排進行多場談判。
1991年9月3日，英國首相與中國國務院總理李鵬在北京人民大會堂簽署《關於香港新機場建設及有關問題的諒解備忘錄》（Memorandum of Understanding Concerning the Construction of the New Airport in Hong Kong and Related Questions），主要申明：
- 香港政府在其管理期間負責建設並在最大程度上完成機場核心計劃，留給未來香港特區政府的儲備不少於250億港元。
- 兩國成立一個由中英聯合聯絡小組帶領的機場委員會，而香港政府則成立香港機場管理局和諮詢委員會。

實際上，香港政府在談判時期已經成立臨時機場管理局，並且逐步批出工程合約，但鐵路發展計劃則作出調整。

## 十項核心工程
港英政府在1989年10月提出《港口及機場發展策略》（英語：Port and Airport Development Strategy）時，因為規模龐大及所費不菲，而且當時已進入主權交接的後過渡期，引來香港社會高度關注及遭到中國政府的批評，港英政府經過研究及取捨後，將該個以建造新機場為核心的綜合工程名為「香港機場核心計劃 」，並且將當中的項目歸納為十大工程：
1. 於赤鱲角興建全新的香港國際機場
2. 建造連結市區、北大嶼山新市鎮及機場的機場鐵路（即機場快綫及東涌綫）[13]
3. 建造連接大嶼山、馬灣與青衣的快速公路（即青嶼幹線及青馬大橋，前稱青衣至大嶼山快速公路）
4. 建造北大嶼山快速公路，連接機場與市區
5. 進行西九龍填海計劃工程，以提供土地興建道路及城市發展
6. 建造第3條海底隧道，連接西九龍填海區及香港島（即西區海底隧道）
7. 興建三號幹線（僅包括青衣段和葵涌段部分），作為市區及機場的連接道路
8. 在西九龍填海區興建西九龍快速公路，作為市區及機場的連接道路
9. 進行中區填海計劃第一期工程，提供面積20公頃的土地以興建機鐵香港站及相關設施
10. 發展東涌新市鎮第一期（即富東邨及裕東苑），作為新機場的後援兼門戶城市

除以上十項工程外，另外在同一時間興建連接青衣西北至汀九的汀九橋及連接新界西北錦田至汀九的大欖隧道（即青朗公路），該兩項基建本身不屬於機場核心計劃，不過該兩項工程亦是新機場連接新界西北的幹線配套，故此實際上該兩項工程均屬機場核心工程之一（即第11項機場核心工程）。
機場核心計劃十項工程的成本預算1,553億港元，當中的赤鱲角機場、機場鐵路和西隧的預算成本分別為702億元、340億元及65億元，其他7個由政府斥資進行的項目，預算成本為446億元。

### 赤鱲角機場

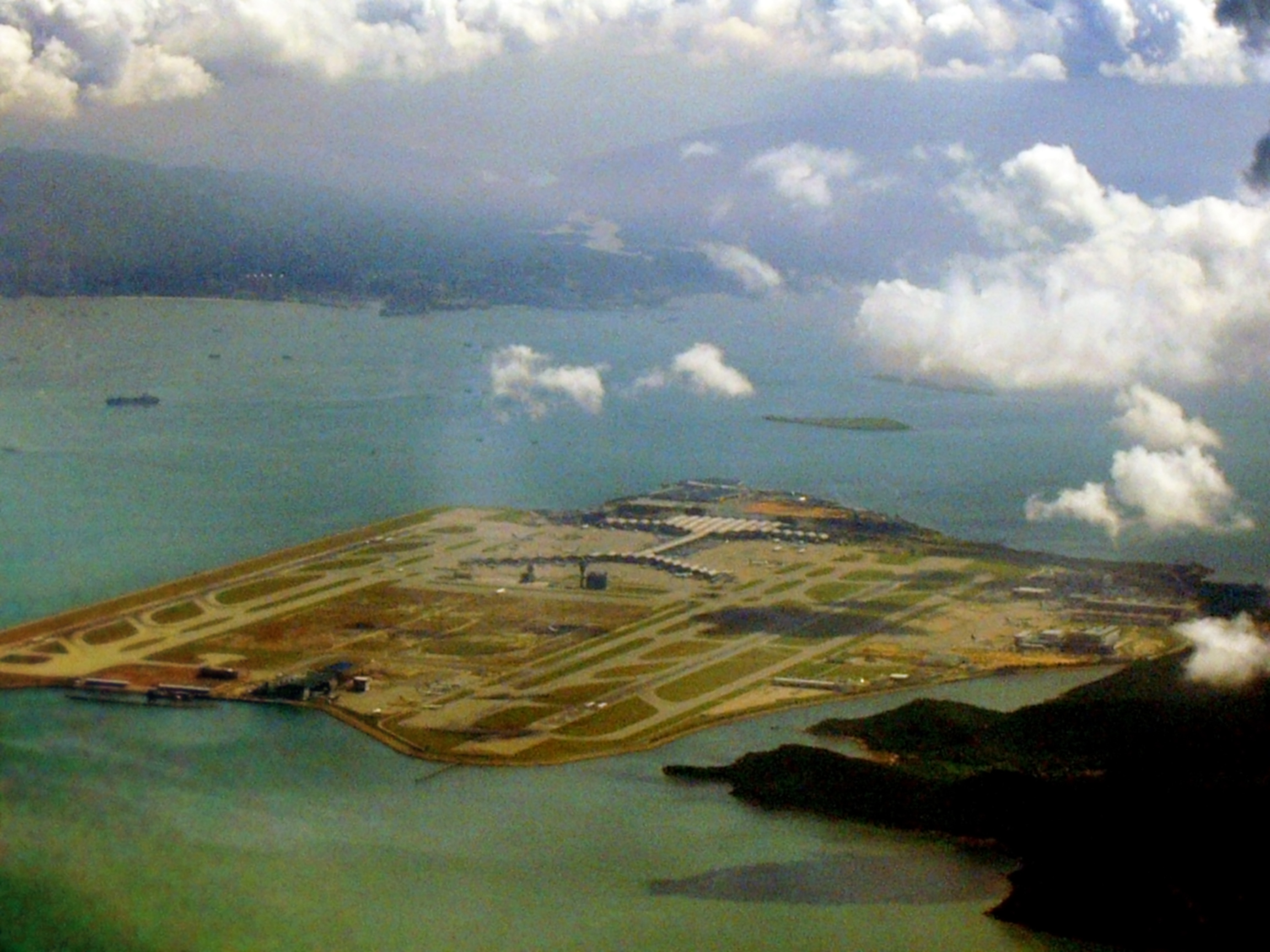
俯瞰香港國際機場人工島

香港國際機場為整個計劃的最骨幹部份。在新機場選址及規劃進行研究中，當時新機場的選址包括大埔區吐露港、屯門區稔灣、南丫島南部以及大嶼山赤鱲角。最後由於大嶼山赤鱲角的可發展潛力最大，決定選址於大嶼山，亦引申出《香港機場核心計劃》其餘9項工程。
新機場工程於1992年正式動工。新機場位於大嶼山以北的人工島上，包括原赤鱲角島、欖洲以及從填海所得的土地，總面積為12.5平方公里。初期計劃於1997年年中完成，香港總督彭定康更表示希望在主權交接後能夠從新機場離開香港。不過新機場最終於1998年竣工，於同年7月2日由時任中共中央總書記兼國家主席江澤民主持開幕儀式，於同月6日起正式運作。新香港國際機場第二條跑道於1999年5月啟用，亦象徵新香港國際機場全面運作。

### 機場鐵路

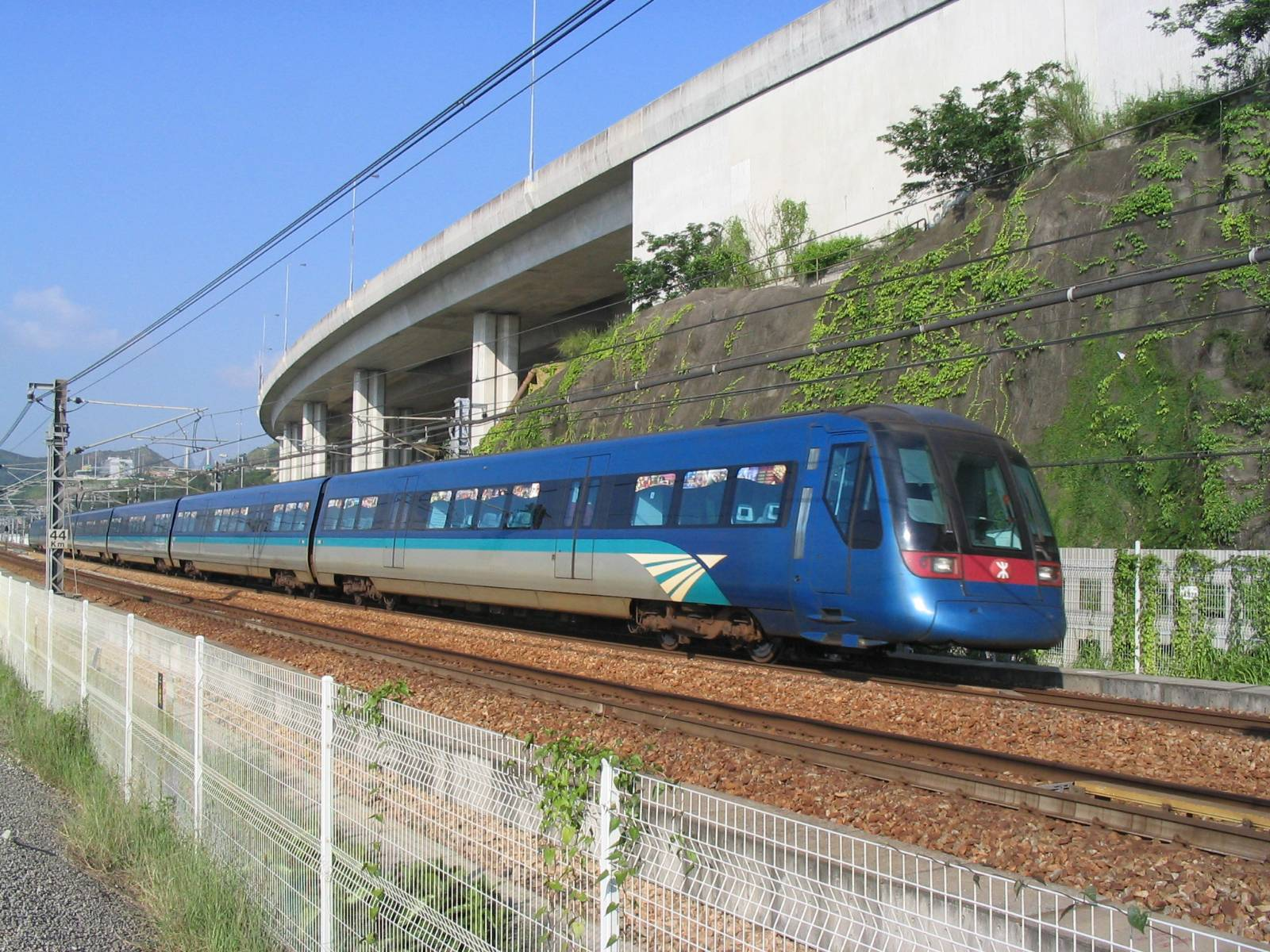
機場快綫列車

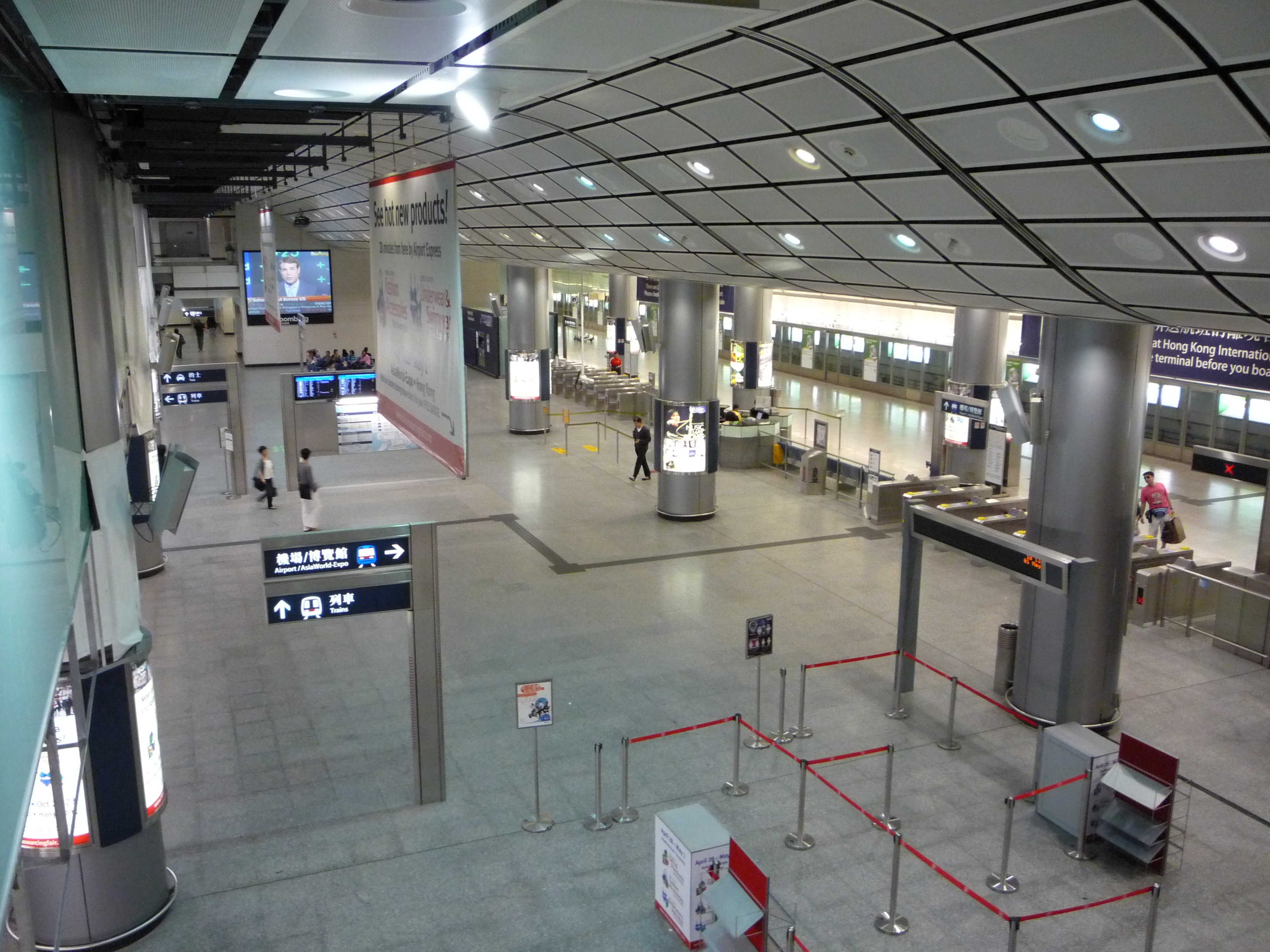
機場快綫香港站

機場鐵路工程是香港國際機場及後勤區（即北大嶼山新市鎮）興建連接九龍西及核心商業區香港島中環的快速鐵路。工程包括興建兩條路線，即機場快綫及地鐵（今港鐵）東涌綫。在最初規劃的定線，機場快綫在啟用時設有4個車站，分別為機場站、青衣站、九龍站及香港站；至於東涌綫的最初定線有東涌站、小蠔灣站、大蠔站、陰澳站、青衣站、荔景站、大角咀站（1996年改稱奧運站）、九龍站及香港站。另外，在後來的南昌站所在位置，以緊急月台形式預留建站，如中國政府同意搬遷添馬艦海軍基地，機場鐵路將可由卜公碼頭的填海地延伸至銅鑼灣。
港府在1989年10月宣布機場鐵路工程計劃後邀請九廣鐵路公司及地鐵公司（現稱港鐵公司）提交發展計劃，港府在1991年決定由香港地鐵負責興建及營運。1991年4月可行性報告完成及開始勘探工程，但由於中華人民共和國政府對機場核心計劃的造價，尤其是機場鐵路的項目，與英國政府出現嚴重分歧，中方認為即使不建鐵路也可通過計劃中的北大嶼山公路及青嶼幹線連接新機場，質疑建造機場鐵路的必要性。在中方堅決反對原建造方案下，英方惟有作出多項讓步，包括將奧運至青衣的路段由四路軌改為兩路軌設計（後來在2003年改爲四路軌）；由於大蠔新市鎮因中方反對機場核心計劃的造價而暫緩建設，已沒有必要興建大蠔站，原址改為供緊急換乘用途的大蠔灣後備月台。大蠔未能啟動發展為新市鎮，連帶西面的小蠔灣站也被擱置；至於陰澳站原本是配合葵涌貨櫃碼頭的擴建計劃，當時規劃中的10號至13號碼頭將會在東北大嶼山興建，為便利在貨櫃碼頭及配套設施的職工及相關的客運需求，故此在東北大嶼山設置陰澳站，但中方在中英土地委員會反對批地建造10號至13號貨櫃碼頭，陰澳站亦因而擱置，而且機場鐵路由全線四軌改為局部兩軌後，東涌綫的車站數量無可避免需要作出刪減，否則連帶機場快綫列車的班次也會受到東涌綫列車頻繁停站的影響。在中英談判期間機場鐵路的設計需要不斷調整來壓低整個項目的建造成本，由於中方在1990年代初持續反對，幾經修改後才能與中方在1994年11月達成協議，機場鐵路要到1995年4月才正式動工，不過港府在談期間已為機鐵項目進行必要的填海及土地平整等預備工程，故此當年全長34公里的機鐵於動工三年後，當中的東涌綫於1998年6月21日由香港特別行政區第一任行政長官董建華主持開幕儀式，翌日正式通車，至於機場快綫則於同年7月6日連同新香港國際機場一併啟用。

### 青衣至大嶼山幹線

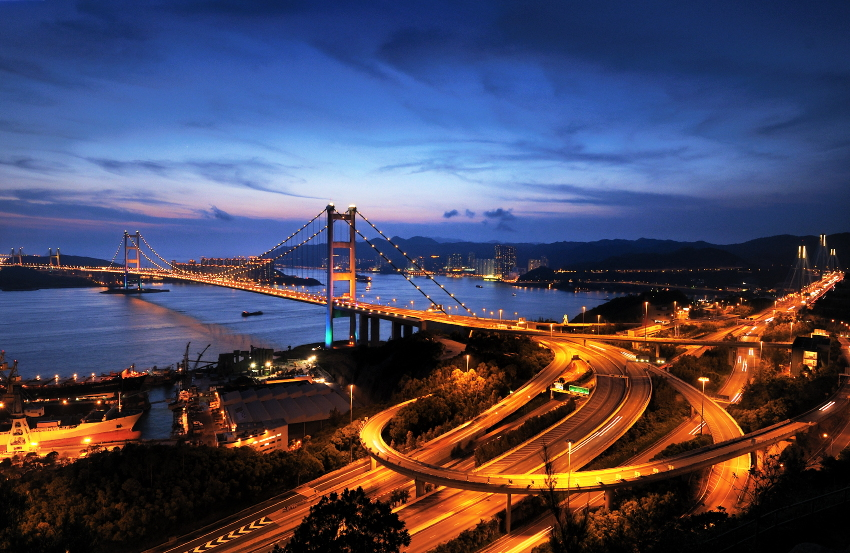
夜間的青馬大橋

青衣至大嶼山幹線現稱青嶼幹線，由青馬大橋（連接青衣島與馬灣）、馬灣高架道路及汲水門大橋（連接馬灣與大嶼山）組成，全長3.5公里，現時屬於香港8號幹線的一部份。由於中國政府以將耗盡財政儲備為由反對新機場計劃，英國政府進行交涉的同時，港府與大橋設計團隊亦多次修改大橋的原設計以降低造價，包括將大橋的兩座橋塔縮短距離，減少大橋的跨距，以降低成本，才獲得中方採納，大橋的跨距收窄至1,377米及淨空62米。青嶼幹線於1992年5月25日開始動工興建，1997年4月27日開幕，並由前英國首相戴卓爾夫人主持開幕儀式，當晚更舉行盛大的煙花匯演誌慶。幹線於同年5月22日正式通車。
青馬大橋是全球最長的行車鐵路雙用懸索吊橋，以及全球第6長（落成時是第5長）的懸索吊橋；而汲水門大橋則是全球最長的行車鐵路兩用斜拉式橋樑。兩條大橋均採用雙層設計，橋的露天上層為3線雙程分隔快速公路，有蓋的下層則為兩條港鐵東涌綫及機場快綫共用的路軌，和兩條供緊急時（例如熱帶氣旋吹襲、嚴重交通意外時）使用的單線行車道路。

### 北大嶼山快速公路

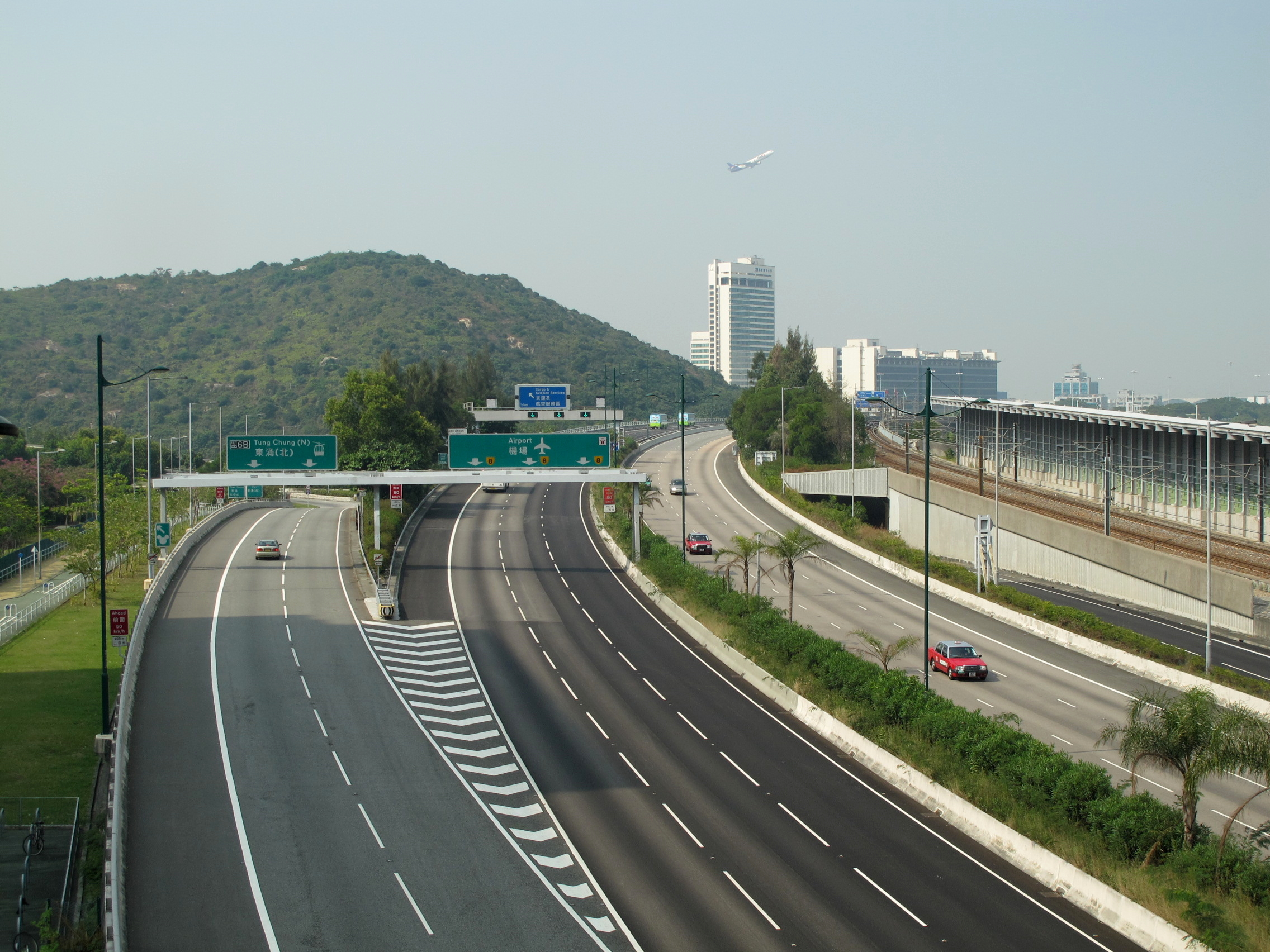
北大嶼山公路（東涌段）

現改稱北大嶼山公路，是大嶼山北岸的主要幹道，將香港國際機場和東涌新市鎮，與通往市區的青嶼幹線連接起來。北大嶼山公路長12.5公里，為三線雙程分隔高速公路，沿大嶼山北岸的填海土地興建，1997年5月22日與青嶼幹線同步通車。公路於陰澳的交匯處，設有預留位與將來的10號幹線交匯，日後可由青龍大橋往大欖及元朗，或經跨海大橋或海底隧道往香港島的青洲及堅尼地城。

### 西九龍填海計劃

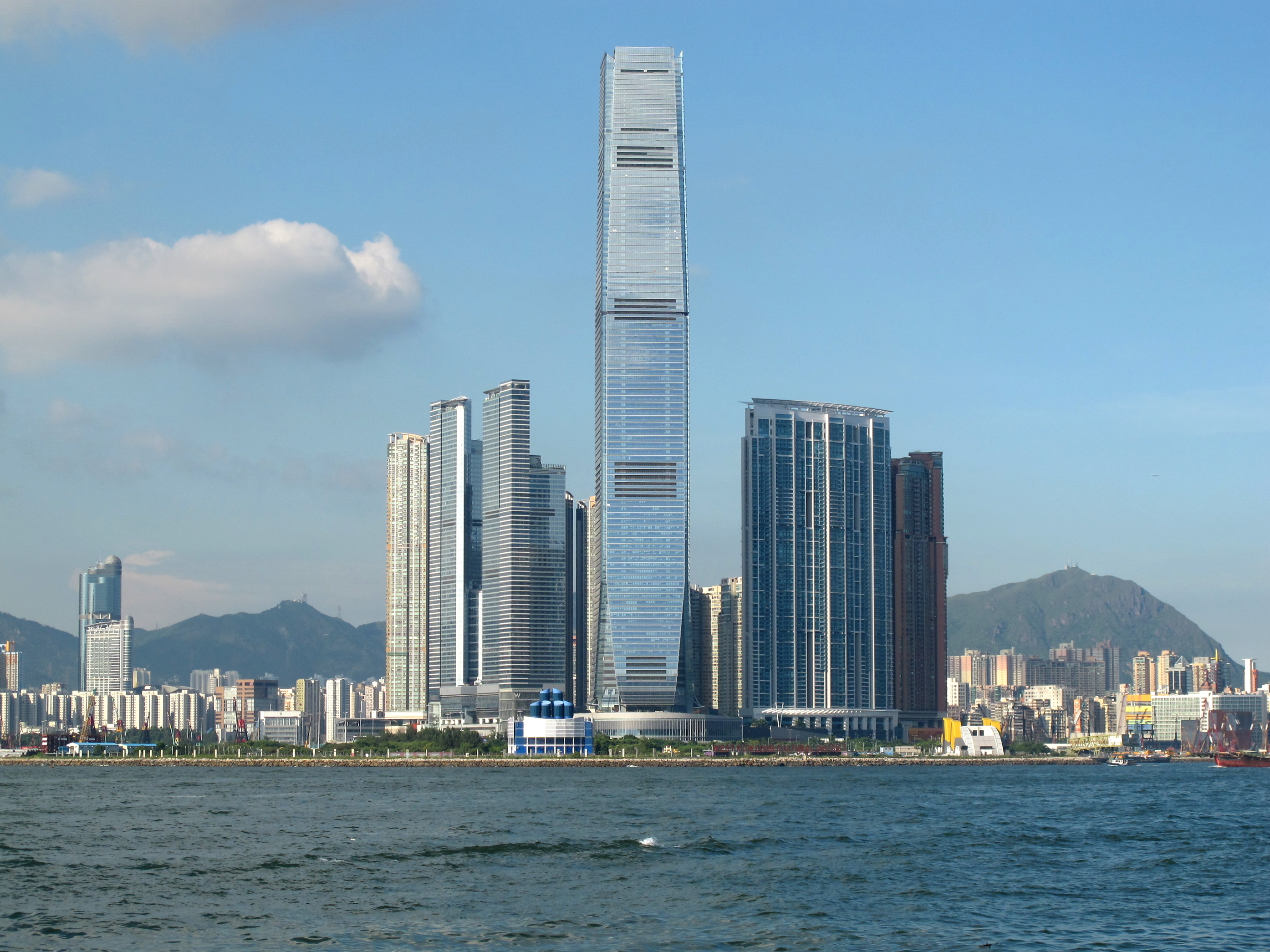
西九龍南部，圖左起為環球貿易廣場、君臨天下、凱旋門及漾日居，圖前空地則預留作西九龍文娛藝術區發展

西九龍填海計劃是於九龍半島的西面填海造地，以興建連接新機場的道路（西九龍公路）與鐵路（機場快綫和東涌綫），以及作為其他發展之用。其地域由昂船洲伸延至舊佐敦道碼頭附近，大部份的土地由填海而來，面積達334公頃，地區行政上橫跨油尖旺區及深水埗區。
西九龍填海區分為昂船洲、深水埗西（南昌站）、大角咀西（奧運站）及 尖沙咀西（九龍站）四區。昂船洲原為維多利亞港西部的一個島嶼，填海後與九龍半島連陸，南部仍然作為海軍基地，北部則成為8號貨櫃碼頭。深水埗西本來是幾間小船廠的所在地，大角咀西原址則是油麻地避風塘，現時兩地均成為了新興的住宅區。而九龍站上蓋則有一個稱為Union Square的發展計劃，包括住宅及商業項目，當中包括全香港最高的環球貿易廣場。另外，九龍站南面則發展成為西九龍文娛藝術區（今西九文化區）。

### 西區海底隧道

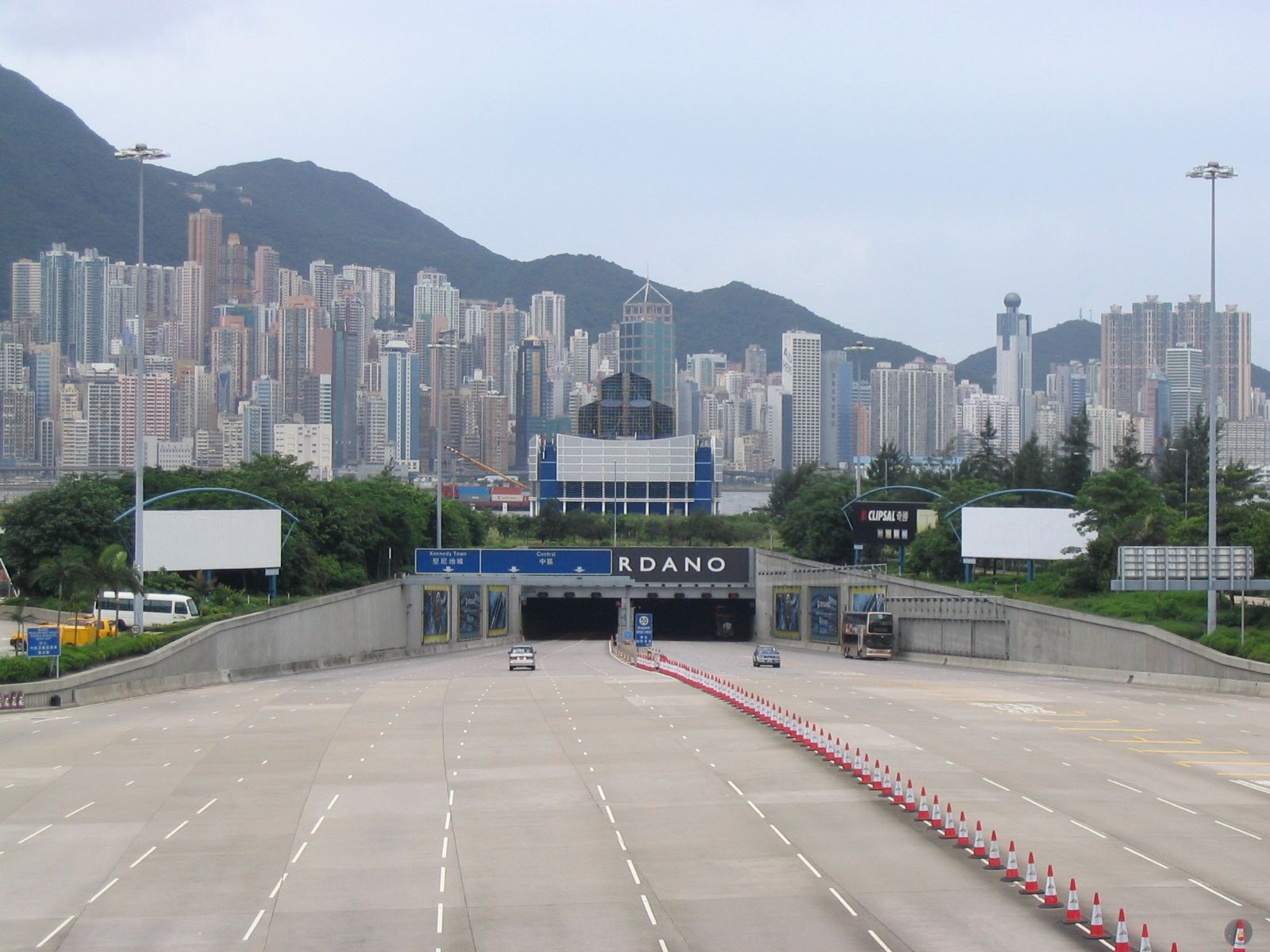
西區海底隧道九龍入口

西區海底隧道是香港第3條海底隧道，也是香港港首條雙程3線行車的沉管式過海隧道，全長2公里，連接香港島的西營盤和九龍佐敦附近的西九龍填海區，1997年4月30日啟用，現時屬於香港3號幹線的一部份。九龍出入口附設有20個繳費亭的收費廣場，當中4條行車線可隨時改變行車方向，如繁忙時間便可為同一行車方向提供12條行車線。九龍出入口在油麻地交匯處連接西九龍公路通往葵青、荃灣、屯門、元朗區及大嶼山，而香港島出入口的交匯處則包括17條接駁天橋、一條下通路和多段引道，連接香港4號幹線。

### 3號幹線（葵涌段及青衣段）

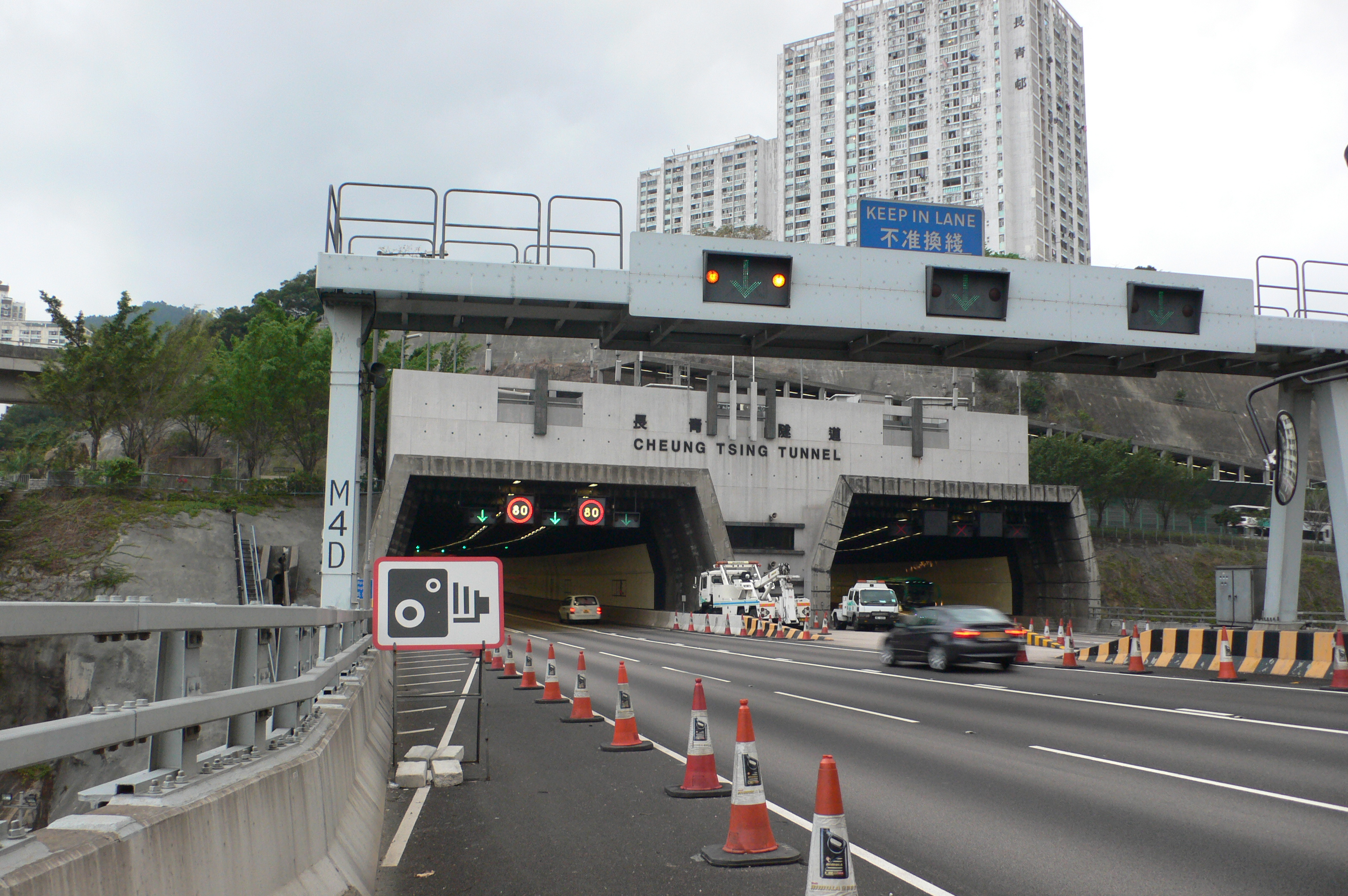
長青隧道

3號幹線是香港9條主要幹線的其中1條，以縱向連接香港島西營盤至新界西元朗間的交通。其中的葵涌段及青衣段屬香港機場核心計劃的一部份而興建，主要目的是為接駁青嶼幹線及西九龍公路。雖然西九龍公路及西區海底隧道也屬於3號幹線的一部份，但在香港機場核心計劃中被視為不同的核心工程。
葵涌段以全長3公里、離地面20米的葵涌高架道路為主，路線繞過葵青貨櫃碼頭並包括長青橋，連接荔枝角以南至青衣島。此段道路為八線雙程分隔公路，是香港唯一有八線的高架道路。葵涌段於1997年2月20日通車。
青衣段則包括穿越青衣島中部山頭、連接青衣東西兩邊、長達1.6公里、雙程三線雙管行車的長青隧道，以及長500米的長青橋（藍巴勒大橋）。青衣段於1997年5月22日通車。現在，8號幹線南灣隧道及昂船洲大橋已可更有效率改善葵青區交通，達致分流效果。

### 西九龍快速公路

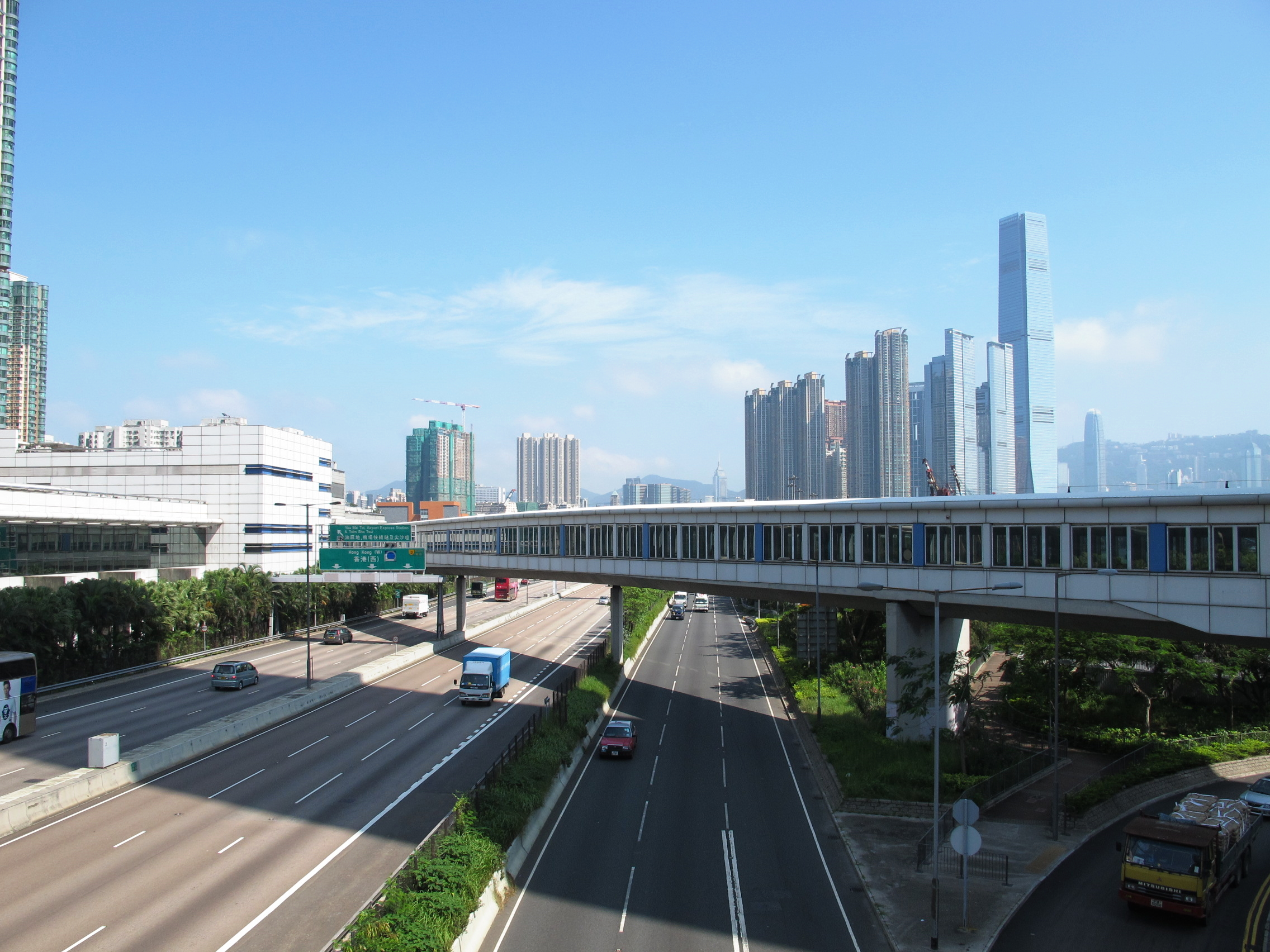
西九龍公路近奧運站

西九龍公路原稱「西九龍快速公路」，位於西九龍的填海地之上，連接通往青衣島和大嶼山的青葵公路、通往元朗和屯門之屯門公路、大欖隧道、汀九大橋以及通往香港島的西區海底隧道，全線均為三線雙程分隔公路，於1997年2月19日正式通車，屬於香港3號幹線的一部份。
西九龍公路長4.2公里，南段約2.2公里建在地面；北段約2公里則為架空道路，架空道路下用作容納港鐵機場快綫及東涌綫。荔灣交匯處和油麻地交匯處，有預留位置連接8號幹線的昂船洲大橋往青衣島及尖山隧道往沙田（這兩段分別於2008年3月21日及2009年12月20日通車），以及6號幹線的中九龍幹線往東九龍。

### 中區填海計劃第一期

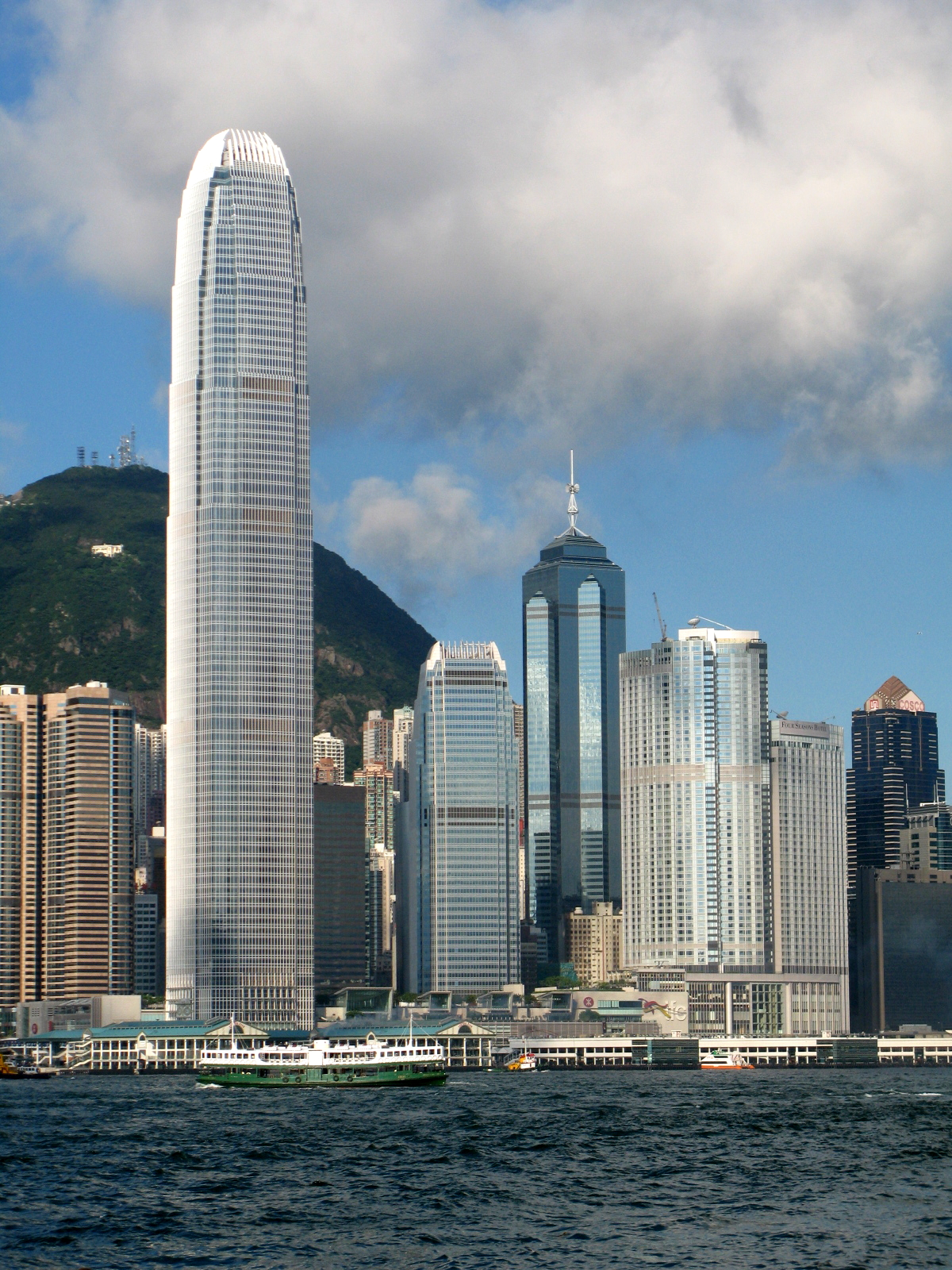
香港站上蓋物業的建築群

中區填海計劃第1期是整個中環及灣仔填海計劃最早展開的工程，於香港島上環與卜公碼頭之間填造約20公頃土地，將中區海岸線向前伸展最高達350米，耗資27億1千萬港元。土地的主要用途是興建機場鐵路香港站及擴展中環商業區。工程於1993年9月展開，1996年3月完成。
這項工程於香港機場核心計劃落實前已有構思。在1983年10月發表的「海港填海及市區發展研究」，已提出了在中環及灣仔進行填海工程的需要，以應付21世紀的香港市區發展需要。由於機場鐵路需要在中環的填海地上設一車站，故此這項填海工程成為了香港機場核心計劃之其中一個項目。
現時，中區填海計劃第1期包括國際金融中心、香港四季酒店、港鐵香港站、中環碼頭（1號：中區政府碼頭（中環）、2號至6號：港外線碼頭、以及7號：中環天星碼頭）。當中國際金融中心第二期為現時全香港第二高的建築物。

### 北大嶼山新市鎮第一期

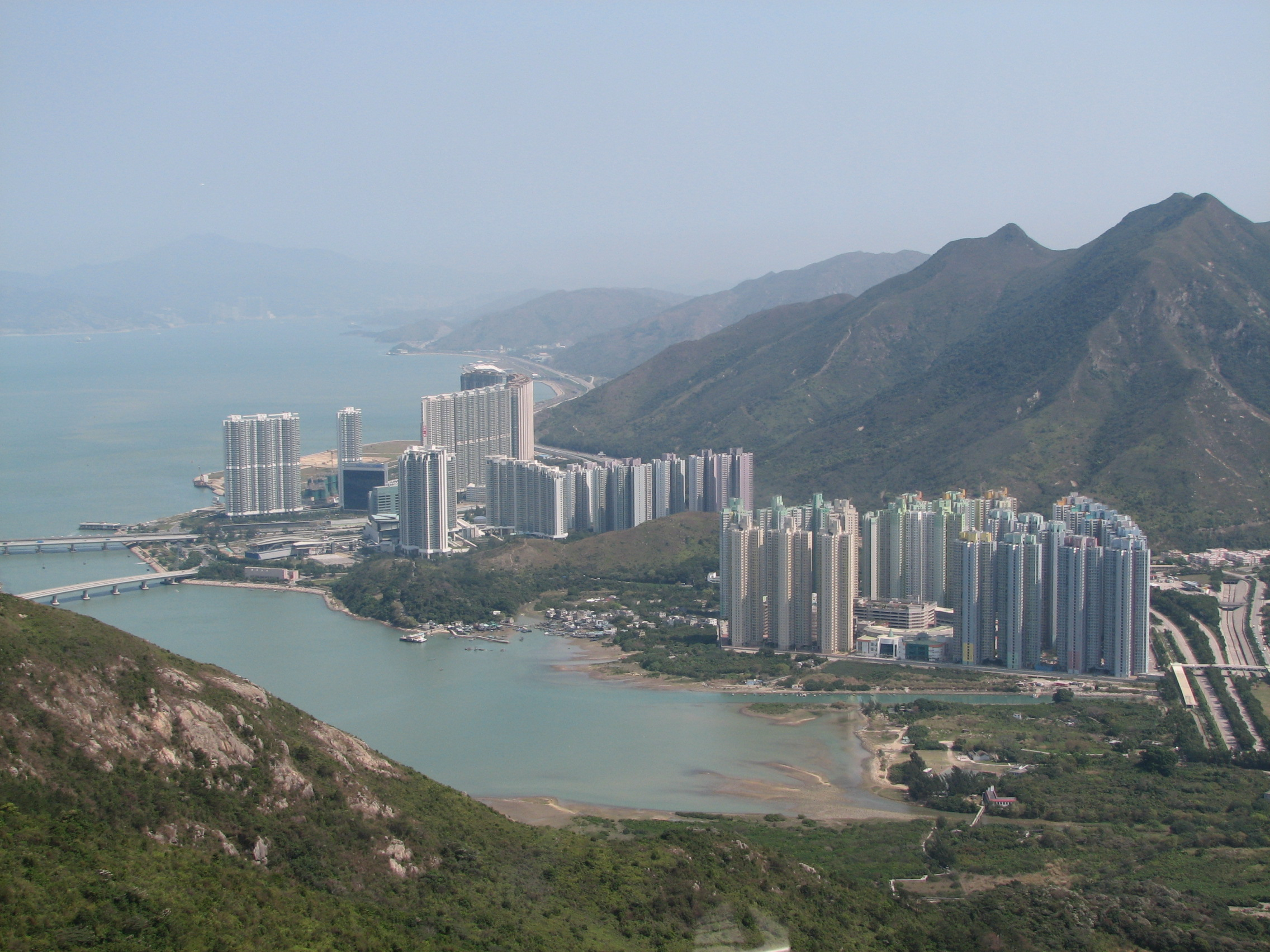
北大嶼山新市鎮東涌部分

北大嶼山新市鎮是香港第九個新市鎮，位於大嶼山北部，範圍包括東涌和大蠔兩個山谷，及兩者之間沿岸拓展的填海土地。由於該計劃首期發展以東涌為核心，因此在計劃初期稱為東涌新市鎮，現時仍常用這個稱呼。新市鎮的主要功能是為香港國際機場提供後勤服務，同時容納不同的工商業發展，並作為抵港旅客進入香港的門廊。
新市鎮第一期建設位於東涌中部，目標人口為容納18,000人。地盤平整、挖掘航道、建築道路及渠道等基建工程於1997年完成。主要建設包括富東邨、裕東苑兩個公營房屋；警署、消防局及東涌新發展碼頭等公共設施。
按照原來的規劃，整個北大嶼山新市鎮的總面積為830公頃，在2011年全面完成發展後，人口將達到32萬人。惟受香港人口增長放緩影響，截至2006年，北大嶼山新市鎮人口僅為8萬人，原定的4期發展計劃僅完成第1至第3A期，大蠔更未有任何發展。
而在2014年，北大嶼山新市鎮計劃第3B期及以後計劃再次啟動，包括在東涌東進行大規模填海，並在東涌西進行若干的土地平整。

## 未能成事的計劃
港英政府在1989年公布《港口及機場發展策略》，當中有部分項目因爲造價及迫切性等考慮，在1990年代初決定暫緩興建，未有列入《機場核心計劃》中的十大核心工程，在1997年7月特區政府成立後這些項目仍然遭到擱置，但在2020年代又以另一形式重啓。

### 青洲—交椅洲海底隧道
港英政府原計劃在青洲填海及興建連接至香港島西部的道路，並且建造一條由青洲橫跨藍巴勒海峽及連接到交椅洲的行車海底隧道，在交椅洲建築跨海道路連接到大嶼山東部的竹篙灣，成爲當年籌劃中的10號幹線的組成部分，該項跨海道路工程如能夠完成，香港島往來大嶼山的車流便無須途經3號幹線及青嶼幹線，可大幅縮短香港島與大嶼山的交通時間。由於港英政府預期當年貨櫃吞吐量世界第一的葵涌貨櫃碼頭需要繼續擴建來鞏固領導地位，而葵涌一帶的沿海土地已接近用盡，所以碼頭將會擴展到青衣島、大嶼山及交椅洲，其中9號碼頭將建於青衣島南部，10至13號碼頭預計坐落於大嶼山東部及交椅洲。計劃中的青嶼幹線不但要容納九龍、新界來往赤鱲角機場、北大嶼山新市鎮的車流，也要承載葵涌、青衣島及大嶼山合共13個貨櫃碼頭之間的貨櫃車流，港英政府因此計劃興建由香港島經交椅洲連接大嶼山的跨海道路，疏導青嶼幹線承擔的巨大車流，同時作爲往來大嶼山的另一通道，避免青嶼幹線一旦發生嚴重事故導致往來赤鱲角機場及大嶼山新市鎮的陸路交通癱瘓。當年規劃的通道在大嶼山的出入口設於竹篙灣，並在此興建連接到北大嶼山公路的竹篙灣公路，不過該計劃因爲造價高，中方當時又反對興建新機場及擴建貨櫃碼頭的計劃，由於10及11號碼頭的批地計劃中方拒絕回應，9號碼頭也未能如期在1993年動工，預期青嶼幹線不會很快飽和，故此港英政府暫緩興建青洲至竹篙灣的跨海通道。1997年7月特區政府成立後，未有立即落實計劃，10至13號碼頭也遲遲未有落實興建，後來竹篙灣改爲香港迪士尼樂園的用地，因而建造竹篙灣公路，香港島連接交椅洲的海底隧道及接駁大嶼山東部的跨海道路則擱置興建，及至2014年特區政府提出「明日大嶼願景」及「東大嶼都會」計劃，青洲至交椅洲及大嶼山的通道再被重提。

### 大蠔新市鎮
港英政府原計劃把同樣位於大嶼山北部的大蠔及小蠔兩個沿海山谷也和東涌一併發展為大蠔新市鎮，1989年10月港督衛奕信宣布興建北大嶼山快速公路及機場鐵路，港府也公佈計劃沿公路及鐵路線大規模開發北大嶼山，由「東涌—大蠔」組成「北大嶼山新市鎮」，而且規劃中的機場鐵路預定在小蠔灣興建小蠔灣車廠，大蠔及小蠔一帶的山谷及新填海地可供建立住宅及商業區，支援新機場及北大嶼山的發展，但是中國政府認為新機場計劃的建造費過高，在縮減項目規模降低成本的要求下，大蠔及小蠔的發展計劃被擱置，先發展最靠近新機場的東涌。1997年7月特區政府成立後以香港人口增長放緩為理由，放棄開發大蠔新市鎮，後來因為土地儲備不足，導致樓價飛漲，公營房屋也陷入短缺，至2010年代開始擴展東涌新市鎮，東涌東部的發展區將會向大蠔伸展。

## 多國參與
機場核心計劃共批出的主要合約共183份，總值約為964億元。大部分公司以聯營方式參與競投。
得標財團的國家與地區分佈為：日本（26%）、香港（23%）、英國（16%）、中國（8%）、荷蘭（6%）、法國（5%）；比利時、新西蘭各佔3% ；西班牙、澳洲、美國和德國各佔約2%；意大利、南非、奧地利、瑞典、挪威、葡萄牙和丹麥則佔餘下的2%。

## 工程管理
- 機場發展策劃委員會——由布政司擔任主席，成員包括財政司及相關布政司署決策科司級首長。負責全面監督、管理和統籌機場核心計劃的工作。
- 新機場工程統籌署——負責執行管理和統籌機場核心計劃各項工程。

## 意外
1996年6月，機鐵青荔橋醉酒灣工程地盤有工作台出現凹陷，載有四個工人的工作台從25米高處塌下，兩名工人走避不及，造成6人死亡。調查懷疑涉及人為疏忽。

## 外部連結
- 1994年航拍香港機場核心計劃紀錄
- 香港機場核心計劃網頁 （页面存档备份，存于）
- 《香港1998》—基建工程 （页面存档备份，存于）